# Silly Movie 2.0
Silly Movie 2.0 (Originaltitel: Miss Cast Away, auch Miss Cast Away and the Island Girls) ist eine US-amerikanische Filmkomödie von Bryan Michael Stoller aus dem Jahr 2004.

## Handlung
Eine Expedition findet auf einer Insel die Arche Noah. Zwar informiert der Expeditionsleiter seinen Austin-Powers-ähnlichen Kontakt, wird jedoch von einem Riesenschwein (Jurassic Pork) aufgefressen, bevor er seine Kontaktdaten durchgeben kann. Auch der Vatikan erfährt vom Archefund und schickt seinen besten Agenten los, um die Arche zu vernichten. Der Agent scheitert jedoch. Unterdessen sind zahlreiche Schönheitsköniginnen aus aller Welt per Flugzeug auf dem Weg nach Japan, um dort an der Wahl der Miss Galaxy teilzunehmen. Das Flugzeug stürzt auf der verlassenen Insel ab, alle Insassen überleben.
Auf der Insel beschließen die Gestrandeten, zwei Gruppen zu bilden, wobei eine Gruppe von Pilot Maximus Powers angeführt wird. Copilot Mike Saunders wird als einziger keiner Gruppe zugeteilt und sucht sich enttäuscht eine Höhle, in der er allein überleben will. Dies ist leicht, da die Höhle mit moderner Technik ausgestattet ist. Zudem findet Mike permanent Pakete, die an Land gespült werden, und hat schon bald einen sprechenden Roboter an seiner Seite. Flugbegleiterin Julie hat sich in Mike verliebt und mit der Zeit entdeckt auch er seine Gefühle für sie.
Während einer Schweinejagd entdeckt  Maximus Powers die Arche Noah sowie das Riesenschwein, das eine der Schönheitsköniginnen frisst. Über eine Projektion aus dem Roboter teilt der Papst Mike mit, dass sein Agent beim Versuch, die Arche zu zerstören, gescheitert ist. Nun müsse er die Menschheit retten. Auch der zugeschaltete Agent M. J. bestätigt den Auftrag. Schaffe Mike es nicht, die Arche zu zerstören, werde für 40 Tage und Nächte ein Riesensturm auf der Erde wüten. Anschließend würde die Menschheit von Affen ausgeschaltet werden. Tatsächlich haben Affen im Inneren der Arche den alten Noah gefangen genommen. Nur das Zerstören der Arche werde auch den Sturm zerstören. Mike erzählt Julie, was er gehört hat, doch glaubt sie ihm nicht. Sie geht enttäuscht davon und wird von den Affen auf die Arche verschleppt. Auch die anderen Gestrandeten wollen die Arche retten, da sie das einzige Schiff auf der Insel und damit ihre Rettung ist. Unterdessen hat der US-amerikanische Präsident von der Arche erfahren und ein U-Boot mit einem Nukleartorpedo zur Insel geschickt.
Nach einem Spinnenbiss und folgender kurzzeitiger Grünfärbung erhält Mike Superkräfte. Die anderen Gestrandeten haben von Agent M. J. erfahren, dass die Lage tatsächlich ernst ist und planen nun die Zerstörung der Arche. Da Noah ein Volllaufen des Bootes mit Regenwasser diesmal verhindern wollte, hat er in der neuen Arche einen Stöpsel eingebaut. Diesen gilt es zu ziehen. Die Gestrandeten setzen das Riesenschwein mit Alkohol außer Gefecht, verschaffen sich Zugang zur Arche, retten Julie und fixieren das Stöpselseil. Die Arche fährt auf das Meer hinaus, doch erst das zum Leben erwachte Riesenschwein kann – mit dem Stöpselseil um den Hals – den Stöpsel ziehen und die Arche zum Sinken bringen. Mike gelingt es zudem, Noah aus dem sinkenden Schiff zu retten. Der auf die Insel zusteuernde Nukleartorpedo wird durch Mike und Maximus Powers zerstört. Alle außer Mike und Julie verlassen schließlich per UFO die Insel. Mike macht Julie einen Heiratsantrag. Erst dann entdecken beide das Hollywood-Schild über ihnen – sie sind an der Westküste Amerikas.

## Produktion
Die Kostüme schuf Mary Cheung, die Filmbauten stammen von Rika Nakanishi. Der Titelsong Looking Good, Feeling Good stammt von Brandon Jarrett.
Im Film sind zahlreiche Anspielungen auf andere Filme enthalten, darunter Hulk, Men in Black, Jurassic Park, Cast Away – Verschollen, Planet der Affen und Herr der Fliegen. Zudem gibt es Schauspieleranspielungen, so treten Doubles von Marilyn Monroe und Groucho Marx auf. Der Kommandant des U-Boots heißt Sgt. Pepper (The Beatles – Yellow Submarine und Sgt. Pepper’s Lonely Hearts Club Band), eine Vertreterin des FBI im Flugzeug „Miss Congenial“ (Miss Undercover, OT: Miss Congeniality). Verschiedene Schauspieler absolvieren Cameoauftritte, darunter Jerry Lewis, Pat Morita und Bernie Kopell; Dick Maloney ist singend als er selbst zu sehen. Es sind mehrere Lieder Maloneys – She’s An Island Girl, Let’s Fly Away und No More Searching – im Film zu hören. Mehrfach angespielt wird zudem Just Like A Fool von The Robins. Es war der letzte Spielfilm, in dem Michael Jackson zu sehen war; seine Szenen wurde auf der Neverland-Ranch gedreht.
Silly Movie 2.0 wurde erstmals am 22. April 2004 auf dem WorldFest Houston aufgeführt. Am 26. Juli 2005 erschien der Film in den USA auf DVD. In Deutschland wurde der Film am 28. März 2008 direkt auf DVD veröffentlicht. Der Sender arte zeigte ihn am 24. Juni 2012 erstmals im deutschen Fernsehen.

## Kritik
Der film-dienst nannte Silly Movie 2.0 einen „hoffnungslos missratenen Film“ und eine „[v]öllig absurde und überdrehte, vor allem aber langweilige Komödie, die einschlägige Filme zitiert, ohne dass ein Gag sitzt“.